# Aldo Baéz
Aldo Baéz (Buenos Aires, Argentina; 5 de septiembre de 1988) es un futbolista argentino. Juega como mediocampista y actualmente milita en ŽP ŠPORT Podbrezová de la Superliga de Eslovaquia.

## Clubes
| Club                | País            | Año           |
| ------------------- | --------------- | ------------- |
| Deportivo Riestra   | Argentina       | 2004-2005     |
| Ferro               | Argentina       | 2005-2008     |
| Trenčín             | Eslovaquia      | 2008-2014     |
| Slavia Praga        | República Checa | 2015          |
| Spartak Trnava      | Eslovaquia      | 2015-2016     |
| Trenčín             | Eslovaquia      | 2016-2017     |
| ŽP ŠPORT Podbrezová | Eslovaquia      | 2017-presente |